# Un guide raconte...
 (décembre 2019).
Un guide raconte... est un livre autobiographique de Gaston Rébuffat publié en 1964.

## Résumé
Gaston Rébuffat raconte sa vie de guide de haute montagne. Il est né à Marseille en 1921 et allait dans les Calanques. L'été, il campait au pied du Pelvoux (massif des Écrins) et côtoyait un guide qu'un jour il suivit en secret. À 14 ans, il fait Briançon-Chamonix en 15 jours. À 17 ans, il monte à la Barre des Écrins (4 100 m) avec un guide et s'inscrit en club. En 1941, militaire, il devient guide puis moniteur et continue dans le privé. En 1950, il gravit l'Annapurna (Himalaya) avec Maurice Herzog.